# Грачівка (Бєлгородська область)
Грачівка (рос. Грачевка) — село у Новооскольському районі Бєлгородської області Російської Федерації.
Населення становить 41 особу. Входить до складу муніципального утворення Новооскольський міський округ.

## Історія
Населений пункт розташований у східній частині української суцільної етнічної території — східній Слобожанщині.
Від 2018 року органом місцевого самоврядування є Новооскольський міський округ.

## Населення
| 2002 | 2010 |
| ---- | ---- |
| 60   | ↘41  |